# ۸۵۸ (قمری)
۸۵۸ (قمری)، هشتصد و پنجاه و هشتمین سال در گاهشماری هجری قمری است. اول محرم این سال برابر با دهم ژانویه سال ۱۴۵۴ میلادی است.